# Фитали
 Фитали  — опустевший поселок в Большечерниговском районе Самарской области в составе сельского поселения Краснооктябрьский. 

## География
Находится на расстоянии примерно 31 километров по прямой на восток от районного центра села Большая Черниговка.

## Население
Постоянное население составляло 7 человек в 2002 году (русские 57%) ,  0 в 2010 году.